# Associazione Sportiva Bisceglie 1986-1987
Questa voce raccoglie le informazioni riguardanti  l'Associazione Sportiva Bisceglie nelle competizioni ufficiali della stagione 1986-1987.

## Rosa
| N. |                   | Ruolo | Calciatore           |
| -- | ----------------- | ----- | -------------------- |
|    | Italia (bandiera) | P     | Nicola Abrescia      |
|    | Italia (bandiera) | C     | Mario Boncompagni    |
|    | Italia (bandiera) | A     | Raffaele Bufo        |
|    | Italia (bandiera) | D     | Marino Camaioni      |
|    | Italia (bandiera) | D     | Carmine Caricola (I) |
|    | Italia (bandiera) | A     | Salvatore Cascella   |
|    | Italia (bandiera) | D     | Gaetano Cipolla      |
|    | Italia (bandiera) | C     | Giovanni Colonna     |
|    | Italia (bandiera) | C     | Michele Cramarossa   |
|    | Italia (bandiera) | D     | Michele De Bellis    |
|    | Italia (bandiera) | A     | Emanuele Del Zotti   |

| N. |                   | Ruolo | Calciatore         |
| -- | ----------------- | ----- | ------------------ |
|    | Italia (bandiera) | P     | Nunzio Lomuscio    |
|    | Italia (bandiera) | D     | Nicola Losacco     |
|    | Italia (bandiera) | D     | Pietro Mancone     |
|    | Italia (bandiera) | C     | Savino Mannatrizio |
|    | Italia (bandiera) | D     | Lorenzo Morisco    |
|    | Italia (bandiera) | C     | Odilio Moro        |
|    | Italia (bandiera) | C     | Paolo Pavese       |
|    | Italia (bandiera) | A     | Antonio Petrella   |
|    | Italia (bandiera) | C     | Vito Tuttisanti    |
|    | Italia (bandiera) | C     | Fabrizio Vagnoni   |